# Тунис на летних Олимпийских играх 1996
Тунис принимал участие в летних Олимпийских играх 1996 года в Сеуле (Республика Корея) в шестой раз за свою историю и завоевал одну бронзовую медаль.

## Бронза
- Бокс, мужчины — Фетхи Миссауи.